# Lucia Bosetti
Lucia Bosetti (Tradate, 9 luglio 1989) è un'ex pallavolista italiana, di ruolo schiacciatrice.

## Biografia
Lucia Bosetti nasce da genitori che entrambi hanno praticato la pallavolo ed oggi sono allenatori: il padre, Giuseppe Bosetti, ha allenato anche la nazionale maggiore italiana femminile e la madre, Franca Bardelli, ha ottenuto 93 presenze con la nazionale maggiore; anche la sorella Caterina è una pallavolista professionista, mentre l'altra sorella, Chiara, ha giocato a livello universitario negli Stati Uniti d'America.

## Carriera

### Club
La carriera di Lucia Bosetti inizia quando esordisce quattordicenne in Serie C, nel 2003, con la squadra di pallavolo dell'Amatori Orago, dove resta fino al 2007, conquistando due promozioni consecutive che portano la squadra all'esordio in Serie B1. Nella stagione 2007-08 viene ingaggiata dal Sassuolo, in Serie A1, dove resta per due annate.
Nel campionato 2009-10 approda per un biennio al Bergamo, vincendo una Champions League e uno scudetto, prima di passare nell'annata 2011-12 al  Villa Cortese. Nel campionato 2012-13 viene ingaggiata dal River di Piacenza, nel quale milita per due annate, vincendo altrettante Coppe Italia, venendo premiata come MVP nell'edizione 2013-14, due scudetti e una Supercoppa italiana.
Nella stagione 2014-15 si trasferisce per un biennio in Turchia per giocare nel Fenerbahçe, vincendo una Coppa di Turchia, uno scudetto e una Supercoppa turca. Rientra in Italia per la stagione 2016-17 vestendo la maglia del Casalmaggiore, in Serie A1, dov'è di scena anche nella stagione seguente, indossando però la casacca della Savino Del Bene, dove milita per un quadriennio.
Per il campionato 2021-22 si accasa alla UYBA, sempre in Serie A1, mentre nel campionato seguente fa ritorno nella massima divisione turca, questa volta difendendo i colori del neopromosso Çukurova: al termine delle competizioni annuncia il suo ritiro dall'attività agonistica.

### Nazionale
Con le selezioni giovanili italiane vince il bronzo al campionato europeo under 18 2005, insignita del premio come miglior ricevitrice, e al campionato europeo under 19 2006, dove viene premiata come miglior servizio.
Nel 2008 riceve le prime convocazioni in nazionale maggiore, con cui disputa diversi tornei di preparazione come il Montreux Volley Masters e il Trofeo Valle d'Aosta; viene quindi convocata per il World Grand Prix, vincendo la medaglia di bronzo. Un anno dopo vince campionato europeo e la Grand Champions Cup.
Dopo aver conquistato il bronzo al World Grand Prix 2010, vince la medaglia d'oro alla Coppa del Mondo 2011; in seguito si aggiudica un altro oro ai XVI Giochi del Mediterraneo, seguito dall'argento al World Grand Prix 2017 e al campionato mondiale 2018, dopo i quali centra il bronzo al campionato europeo 2019, anno in cui riceve le ultime convocazioni in nazionale.

## Palmarès

### Club
- Campionato italiano: 3

2010-11, 2012-13, 2013-14
- Campionato turco: 1

2014-15
- Coppa Italia: 2

2012-13, 2013-14
- Coppa di Turchia: 1

2014-15
- Supercoppa italiana: 1

2013
- Supercoppa turca: 1

2015
- Champions League: 1

2009-10

### Nazionale (competizioni minori)
- Campionato europeo under 18 2005
- Campionato europeo under 19 2006
- Montreux Volley Masters 2008
- Montreux Volley Masters 2009
- Universiade 2009
- Piemonte Woman Cup 2010
- Giochi del Mediterraneo 2013
- Montreux Volley Masters 2018
- Montreux Volley Masters 2019

### Premi individuali
- 2005 - Campionato europeo under 18: Miglior ricevitrice
- 2006 - Campionato europeo under 19: Miglior servizio
- 2013 - Serie A1: MVP
- 2013 - Supercoppa italiana: MVP
- 2014 - Coppa Italia: MVP
- 2014 - Serie A1: MVP
- 2018 - Montreux Volley Masters: MVP dell'Italia